# Coomologia
Coomologia em matemática, especialmente em topologia algébrica, é um termo geral para uma sequência de grupos abelianos definidos de um complexo de cadeias. Isto é, a coomologia é definida como o estudo abstrato de cocadeias, cociclos e co-limites. A coomologia pode ser vista como um método para atribuir invariantes algébricos a um espaço topológico que possui uma estrutura algébrica mais refinada do que a da homologia. A coomologia emerge da dualização algébrica da construção da homologia. Numa linguagem menos abstrata, cocadeias num sentido fundamental devem atribuir "quantidades" às cadeias da teoria homológica.
Desde seu início na topologia, esta ideia tornou-se um método dominante na matemática da segunda metade do século XX; da ideia inicial de homologia como uma relação topologicamente invariante de cadeias, a gama de aplicações das teorias de homologia e coomologia espalhou-se pela geometria e álgebra abstrata. A terminologia tende a mascarar o fa(c)to de que em muitas aplicações, coomologia, uma teoria contravariante, é mais natural do que a homologia. Num nível elementar, isso tem a ver com funções e pullbacks em situações geométricas: dados os espaços X e Y, e algum tipo de função F em Y, para qualquer função f : X → Y, a composição com f cria uma função F ou f em X.
Grupos coomológicos frequentemente possuem também um produto natural, a medida produto, a qual lhes dá uma estrutura de anel.
Com discernimento, à teoria geral da homologia deveria ter sido dado um significado inclusivo cobrindo tanto a homologia quanto a coomologia: a direção das setas num complexo de cadeias não é muito mais do que uma convenção de sinais.